# Pseudopentameris
Pseudopentameris és un gènere de plantes de la família de les poàcies. És originari de Sud-àfrica.
El gènere fou descrit a Mitteilungen der Botanischen Staatssammlung München 10: 303. 1971. L'espècie tipus és Pseudopentameris macrantha 
El nombre cromosòmic bàsic del gènere és x = 6, amb nombres cromosòmics somàtics de 2n = 12 diploide.

## Taxonomia
- Pseudopentameris brachyphylla  (Stapf) Conert
- Pseudopentameris caespitosa  N.P.Barker
- Pseudopentameris macrantha  (Schrad.) Conert
- Pseudopentameris obtusifolia